# Переводчик (фильм)
«Переводчик» (англ. Guy Ritchie's The Covenant или просто англ. The Covenant — дословно «Договор Гая Ричи» или «Завет») — фильм 2023 года британского режиссёра, сценариста и продюсера Гая Ричи в жанре драматического боевика. Главные роли в нём сыграли Джейк Джилленхол и Дар Салим. Картина рассказывает о сержанте американской армии Джоне Кинли, который возвращается в Афганистан, чтобы спасти своего друга — переводчика Ахмеда. Она получила главным образом высокие оценки критиков из-за нехарактерного для Ричи серьёзного стиля.

## Сюжет
Действие фильма происходит в 2018 году в Афганистане. Сержант спецназа армии США Джон Кинли, потеряв в бою переводчика, находит нового — Ахмеда Абдуллу, который утверждает, что занимается этой работой только из-за денег. Позже Кинли узнаёт, что Ахмед был связан с Талибаном, но дезертировал, когда талибы убили его сына. Постепенно переводчик завоёвывает уважение Кинли и его подчинённых. Во время одного из рейдов подразделение попадает в засаду, Кинли и Ахмеду удаётся сбежать. Позже они снова натыкаются на талибов, Кинли ранят, но Ахмеду удаётся доставить его на авиабазу, пронеся через сложный и крутой горный рельеф. В пути Ахмеда задерживает американский патруль.
Три недели спустя Кинли возвращается в свой дом в Калифорнии. Он узнаёт, что история о его спасении получила известность, так что Ахмед теперь вынужден скрываться вместе со своей семьёй. Эмоционально измученный своей неспособностью вернуть долг другу, Кинли решает лично отправиться в Афганистан, в то время как полковник Воукс хлопочет об американских визах для Ахмеда и его родных. Заручившись поддержкой частного военного подрядчика Паркера, он находит Ахмеда и убеждает его отправиться в США. Талибы настигают героев, завязывается перестрелка, и, когда у Кинли и Ахмеда уже закончились патроны, прилетает присланный Паркером боевой самолёт AC-130. Он уничтожает боевиков. Затем прибывает Паркер с подкреплением, который говорит, что помог бы Кинли бесплатно, если бы тот не скрыл своё имя. В Баграме герои садятся в авиалайнер и покидают Афганистан.
В финале закадровый голос рассказывает, что после повторного захвата Афганистана талибами погибли вместе со своими родными более 300 афганских переводчиков, связанных с вооружёнными силами США. Ещё тысячи продолжают скрываться.

## В ролях
- Джейк Джилленхол — мастер-сержант Джон Кинли
- Дар Салим — Ахмед Абдулла
- Шон Сагар — Чарли 'Jizzy' Кроу
- Джейсон Вонг[англ.] — Джошуа 'JJ' Джанг
- Рис Йейтс — Том 'Tom Cat' Хэнкок
- Кристиан Очоа Лаверниа — Эдуардо 'Chow Chow' Лопез
- Бобби Шофилд — Стив Кершер
- Эмили Бичем — Кэролайн Кинли, жена Джона
- Джонни Ли Миллер — полковник Воукс
- Александр Людвиг — сержант Деклан О’Брэйди
- Реза Диако — Хаадэ
- Джеймс Нельсон-Джойс[англ.] — Джек 'Jack Jack' Джексон
- Энтони Старр — Эдди Паркер, руководитель ЧВК
- Фариба Шейхан[исп.] — Басира Абдулла, жена Ахмеда

## Создание и релиз
Проект был анонсирован в октябре 2021 года. Производством фильма занималась компания STXInternational, главную роль получил Джейк Джилленхол. Гай Ричи взял на себя функции режиссёра и написал сценарий совместно с Айваном Эткинсоном и Марном Дэвисом. Позже к актёрскому составу присоединились Дар Салим, Александр Людвиг, Энтони Старр, Джейсон Вонг, Бобби Шофилд, Шон Сагар и Эмили Бичем. Съёмки начались в феврале 2022 года в испанском Аликанте.
21 апреля 2023 года «Переводчик» вышел в американский прокат, в российский должен был выйти 18 мая, но вышел 1 июня.
Рецензенты в целом довольно благосклонно отнеслись к работе режиссёра, отмечая его постепенный отход от «хулиганского» и криминального жанра в сторону драмы. На сайте-агрегаторе отзывов Rotten Tomatoes «Переводчик» получил рейтинг 83 % со средней оценкой 6,8/10. Рецензенты с этого ресурса охарактеризовали картину как «напряжённый и хорошо сыгранный военный триллер с неожиданной драматической глубиной», который «рассказывает крепкую историю с впечатляющей сдержанностью». На сайте Metacritic фильм получил 63 балла из 100.
Кэти Уолш из Tribune News Service оценила фильм на 3 из 4, написав: «Возвращаясь к более серьёзному тону, Ричи представляет свой первый фильм, основанный на суровой реальной политике, — и это лучшая его работа за последние годы». Юлия Шагельман («Коммерсантъ») охарактеризовала «Переводчика» как «гибрид военной драмы, боевика и истерна о крепкой мужской дружбе двух человек, которые при иных обстоятельствах могли бы легко стать врагами». Для неё это наиболее удачная из трёх попыток Ричи снять серьёзное кино.
По мнению Егора Козкина с «Фильм.ру», «Переводчик» — «суровый, но заурядный боевик», снабжённый «банальными и околомасштабными перестрелками, не запоминающимися элементами триллера и драмы, лишёнными любой идентичности», а в последние полчаса уходящий «в минимальный отрыв, а именно в сумбурное и неуклюжее пародирование всех боевиков категории „Б“, вместе взятых». При этом Козкин высоко оценивает игру Дара Салима, «блестящую работу, полную нюансов и стоицизма», а о Джилленхолле пишет, что этот актёр «заметно сдал позиции» и что сценарий в любом случае не дал бы ему раскрыться.
Для Романа Райфельда («Эсквайр») «Переводчик» — «самое сильное и наиболее приближенное к правде высказывание» об американской войне в Афганистане, «довольно крепкий, стройный и… честный» фильм. В числе плюсов картины критик назвал «блистательный дуэт» Джилленхолла и Салима, «прекрасную, порою даже затмевающую визуал, музыку Кристофера Бенстеда».